# Colonizarea europeană a Americii
Colonizarea europeană a Americii se referă la istoria înființării așezărilor și stabilirii controlului asupra continentului american de către principalele puteri navale vest europene.

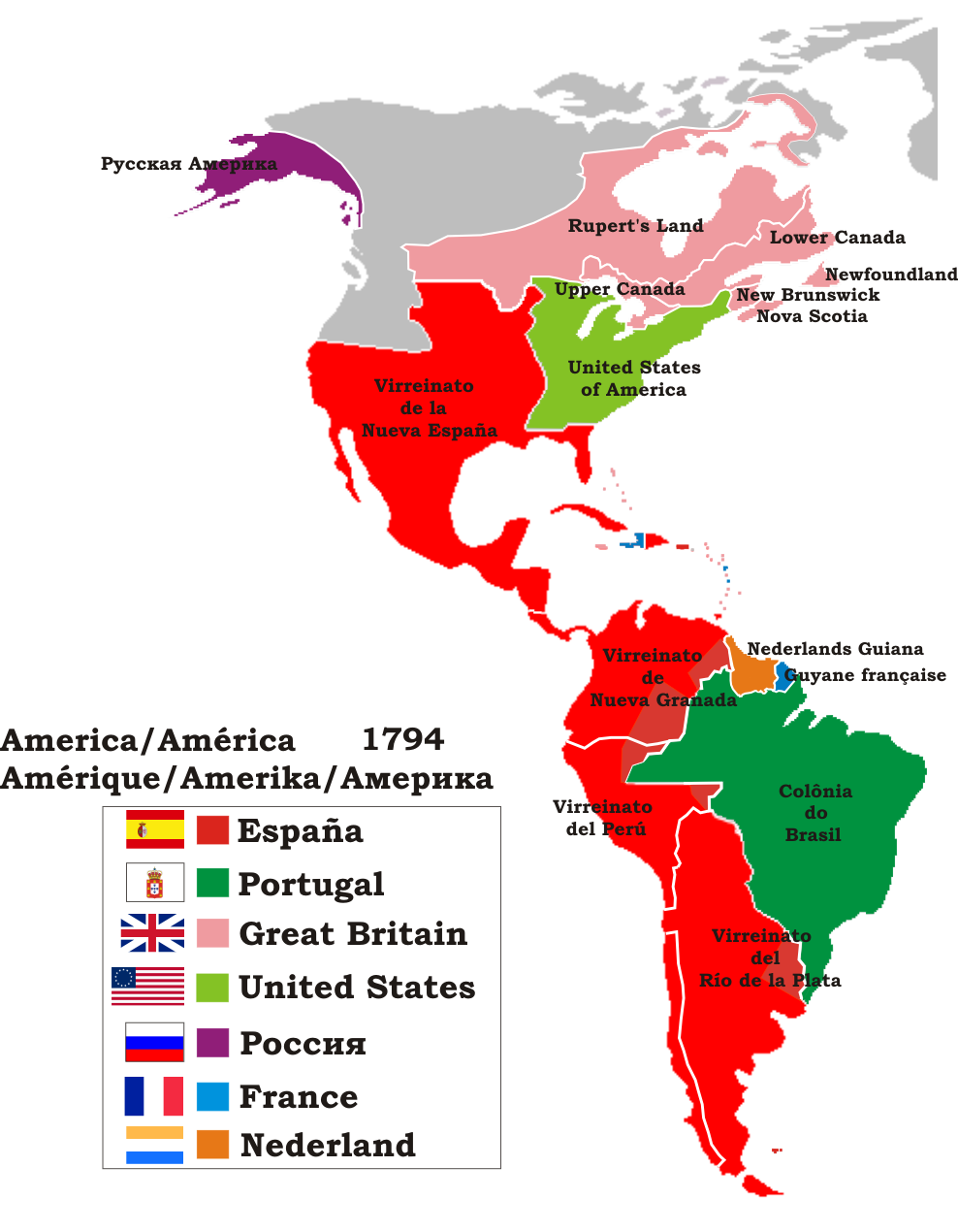
Harta politică a Americii în 1794

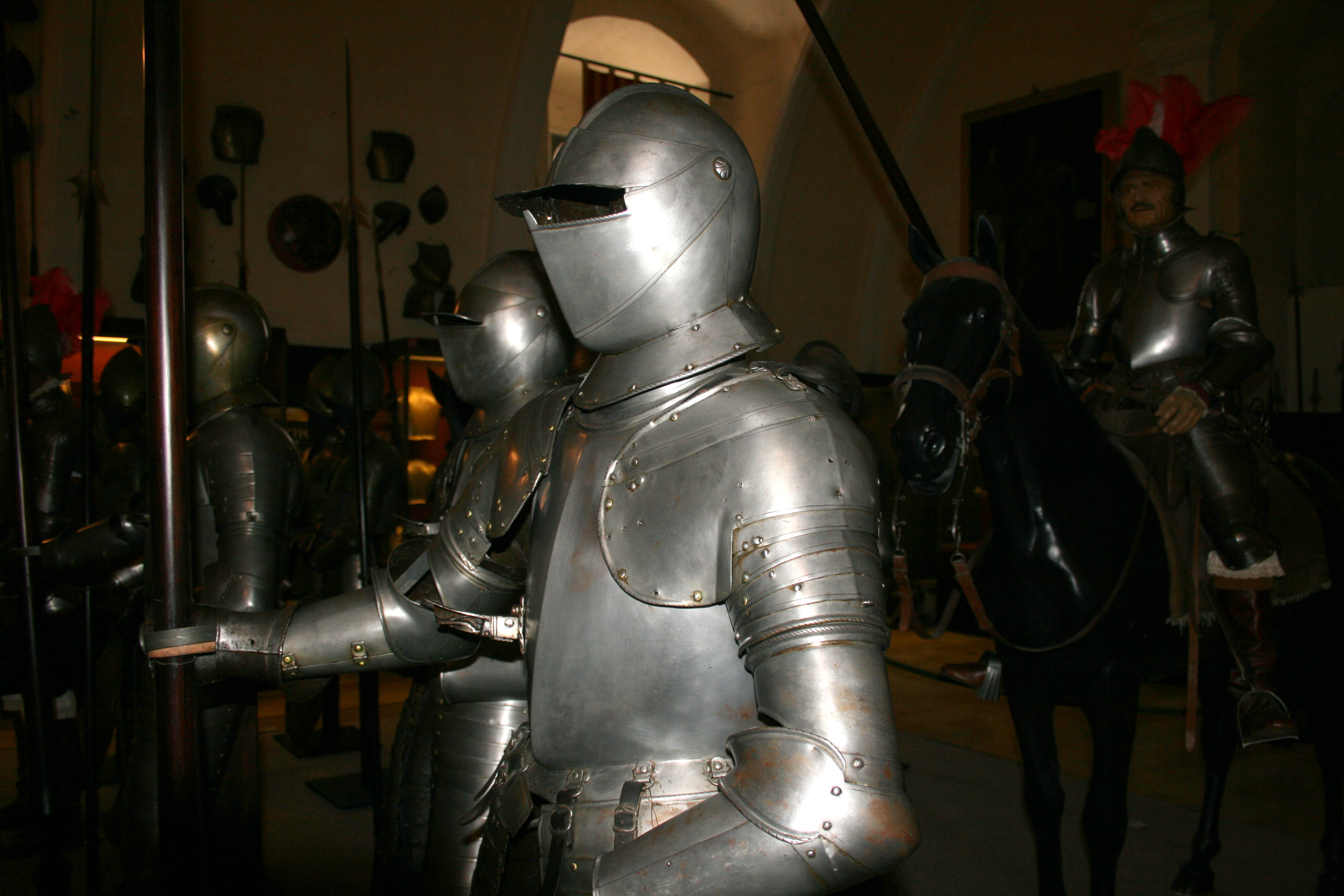
Armură tipică pentru un conchistador spaniol

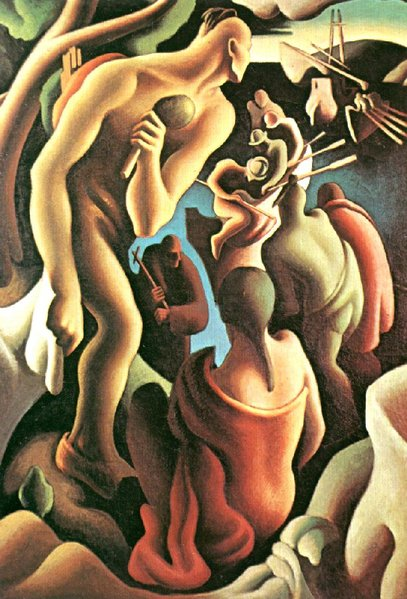
Descoperirea Americii în vizunea americanilor indigeni, tablou de Thomas Hart Benton, 1922. Descoperirea de către europeni a Americii a avut efecte devastatoare asupra populației indigene și a societății lor

Colonizarea europeană sistematică a început în 1492, când expediția spaniolă condusă de genovezul Cristofor Columb a navigat spre vest în căutarea unei noi rute comerciale către Orientul Îndepărtat, dar a ajuns în schimb în ceea ce europenii aveau să numească mai apoi „Lumea Nouă”. Columb a debarcat pe 5 decembrie 1492 pe Insula Cat (numită atunci Guanahani) din Bahamas, care era locuită de lucaiani (o ramură a grupului etnic taino) încă din secolul al IX-lea. Europenii au cucerit, explorat pe scară largă și colonizat regiunea a scurtă vreme după descoperirea noului continent. În primele două călătorii (1492–1493), Columb a ajuns în Hispaniola și în alte câteva insule din Caraibe, inclusiv în Puerto Rico și Cuba. În 1497, exploratorul italian Giovanni Caboto, aflat în slujba englezilor, a debarcat pe țărmul Americii de Nord. Un an mai târziu, Columb a ajuns în timpul celui de-a treilea voiaj transatlantic pe țărmul Americii de Sud. Spania, ai cărei Regi catolici au fost sponsorii călătoriilor lui Columb, a fost prima putere europeană care a colonizat regiuni vaste ale noului continent, din America de Nord și Caraibe până în extremitatea sudică a Americii de Sud. Spaniolii au început să își construiască imperiul colonial în America și Caraibe folosindu-se de bazele pe care le-au stabilit în insulele Cuba, Puerto Rico și Hispaniola. Conchistadorii au cucerit teritoriile Americii continentale, ceea ce a dus la moartea a unui număr amerindieni estimat la  8.000.000, în primul rând prin răspândirea bolilor infecțioase regiunii afro-euro-asiatice. Există cercetători care consideră că dezastrul demografic din America este primul genocid pe scară largă din epoca modernă. Juan Ponce de León a revendicat Florida pentru coroana spaniolă înanul 1513. În perioada 1519 - 1521, Hernán Cortés a condus o campanie de cucerire a Imperiului Aztec condus de Montezuma. Capitala aztecă, Tenochtitlan, a devenit Mexico City, principalul oraș a ceea ce avea să devină „Noua Spanie”. Peste 240.000 de azteci au murit în timpul asediului Tenochtitlanului, din care aproximativ 100.000 au căzut în timpul luptelor. Între 500 și 1.000 de spanioli, care au participat la lupte, au murit la rândul lor. Alți conchistadori, precum Hernando de Soto, Francisco Vázquez de Coronado și Álvar Núñez Cabeza de Vaca, au continuat acțiunile de cucerire spre nord. În sud, Francisco Pizarro a cucerit Imperiul Inca în deceniul al patrulea al secolului al XVI-lea. Distrugerile înregistrate în cele câteva secole ale conflictelor neîntrerupte dintre amerindienii nord-americani și coloniștii europeni au fost mai puțin grave decât cele înregistrate în regiunile dens populate ale Americii Centrale, Anzilor sau Caraibilor.
Colonizarea Americii de către britanici a debutat cu încercările eșuate de stabilire a unor colonii în Roanoke și Newfoundland. În timp, englezii au preluat controlul asupra celei mai mari părți a Americii de nord-est, Caribelor și a unor părți din America de Sud. Britanicii au reușit să ocupe Florida și Quebecul după încheierea Răzbiului fronco-indian.
Și alte puteri europene au fondat colonii în America. Regatul Franței a înființat Noua Franță constând din colonii în estul Americii de Nord, în câteva insule din Caraibe și într-o mică regiune litorală a Americii de Sud. Colonizarea portugheză a Americilor a constat în colonizarea Braziliei. Imperiul colonial portughez a încercat fără succes să colonizeze zona litorală a Atlanticului a ceea ce este astăzi Canada și a ocupat pentru lungi perioade de timp regiuni de pe malul de est al Río de la Plata. Perioada marilor descoperiri a marcat începutul expansiunii teritoriale a mai multor state europene. Europa își revenea după ravagiile făcute de războaiele interne și se recupera încet după pierderile de populație cauzate de ciumă. Rata rapidă de creștere a puterii și bogăției unor state europene era surprinzătoare pentru locuitorii europeni la începutul secolului al XV-lea.
În cele din urmă, cea mai mare parte a emisferei vestice a ajuns să fie controlată de statele Europei Occidentale, ceea ce a produs modificări ale populației, faunei și chiar a peisajului. În secolul al XIX-lea, peste 50 de milioane de oameni au părăsit Europa de Vest ca să se stabilească în cele două Americi. Epoca istorică care a urmat descoperirii Americii este cunoscută ca Schimbul columbian, un schimb fără precedent de animale, plante, cultură, populații umane (inclusiv de sclavi), idei și boli. 

Henry F. Dobyns a estimat că imediat înainte ca europenii să înceapă colonizarea Americii, aici trăiau între 90 și 112 milioane de oameni, adică o populație mai numeroasă decât cea a Europei din aceeași perioadă.

## Contactele transoceanice ale vikingilor

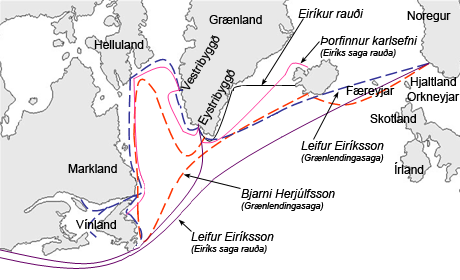
Călătoriile vikingilor în America.

Existența călătoriilor vikingilor spre Groenlanda și Canada sunt susținute de dovezi istorice și arheologice. O colonie popoarelor nordice în Groenlanda a fost înființată la sfârșitul secolului al X-lea și a rezistat până pe la mijlocul secolului al XV-lea. Colonia a avut un tribunal și un parlament care își aveau sediul în Brattahlíð și un episcop cu sediul la Garðar. Ruinele unei așezări scandinave de la L'Anse aux Meadows de pe Insula Terranova, Canada, au fost descoperite în 1960 și au fost datate în jurul anului 1000 (datarea cu carbon a estimat perioada 990–1050). L'Anse aux Meadows este singul sit acceptat de întreaga lume științifică ca dovadă a contactelor transoceanice precolumbiene. Acest sit a fost inclus pe lista Locurilor din Patrimoniul Mondial al UNESCO în 1978. L'Anse aux Meadows ar putea să fie legendara colonie Vinland fondată de Leif Eriksson cam în aceeași perioadă.

## Primele cuceriri, revendicări și colonii

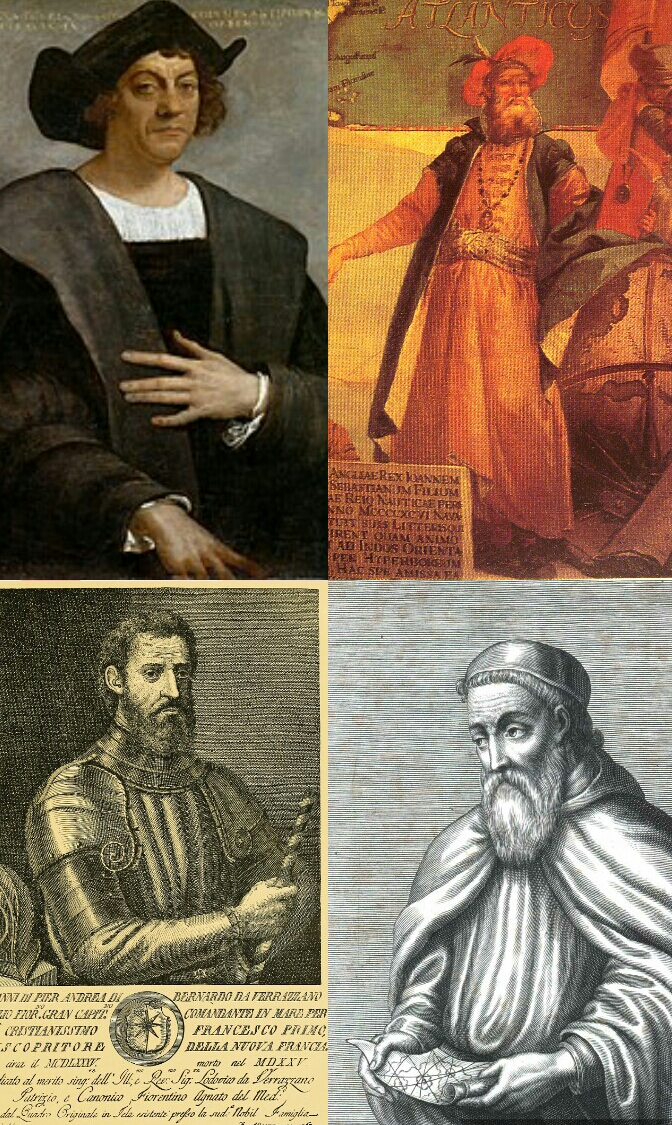
Exploratorii italieni care au jucat un rol de primă importanță în colonizarea de către europeni a Americii (în sens orar din stânga sus): Cristofor Columb, John Cabot, Amerigo Vespucci și Giovanni da Verrazzano

Primele explorări și cuceriri au fost făcute de spanioli și portughezi imediat după încheierea cu succes a recuceririi Peninsulei Iberice în 1492. În 1494, Papa a ratificat Tratatul de la Tordesillas semnat de spanioli și portughezi, prin care cele două regate își împărțeau lumea din afara continentului european în două arii de explorare și colonizare. Cele două puteri au fost de acord cu stabilirea unei linii de demarcație pe direcția nord-sud, trecea prin Oceanul Atlantic și prin partea de est a ceea ce este astăzi Brazilia. Pe baza acestui tratat și a revendicărilor exploratorului spaniol Vasco Núñez de Balboa, europeanul care a navigat pentru prima oară în Oceanul Pacific în 1513, spaniolii au cucerit teritorii vaste în America de Nord, Centrală și de Sud. 
În ultimul deceniu al secolului al XV-lea, cartograful Americo Vespuscio a explorat litoralul estic al Americii în numele ambelor coroane spaniolă și portugheză. În 1502-1503 a publicat cartea sa Mundus Novus (Lumea Nouă), în care contrazicea părerea celor care credeau că teritoriile descoperite ar fi regiunile cele mai de răsărit ale Asiei și afirma că este vorba de fapt de un continent complet nou. 

Evoluția teritorială a statelor-națiuni întemeiate de puterile coloniale europene în America de Nord în perioada 1750–2008

Evoluția granițelor Canadei de-a lungul timpului

Evoluția granițelor teritoriilor coloniale europene din America de Sud de-a lungul timpului

Evoluția politică a statelor din America Centrală și Caraibe din 1700 până în prezent

Conquistadorul spaniol Hernán Cortés a cucerit Imperiul Aztec iar Francisco Pizarro a cucerit Imperiul Inca. Ca urmare, până la mijlocul secolului al XVI-lea, Coroana spaniolă obținuse controlul asupra celei mai mari părți a vestului Americii de Sud și a sudului Americii de Nord, regiuni care se adaugau la teritoriile controlate la începutul colonizării în Caraibe. În aceeași perioadă de timp, Portugalia a revendicat teritorii în America de Nord (Canada) și a colonizat cea mai mare parte a estului Americii de Sud – Santa Cruz și Brazilia.

Posesiunile teritoriale ale imperiilor coloniale spaniol și portughez în cele două Americi în 1790.

Alte mari puteri europene au refuzat în scurtă vreme să accepte termenii Tratatului de la Tordesillas. Anglia și Franța au încercat fără succes să înființeze colonii în America în secolul al XVI-lea. Anglia, Franța și Provinciile Unite au reușit să fondeze colonii permanente în secolul următor. Unele dintre acestea au fost înființate în Insulele Caraibe, care de cele mai multe ori fuseseră deja cucerite de spaniol sau fuseseră depopulate de boli, în timp ce altele au fost înființate în America de Nord, în regiunile care nu fuseseră deja ocupate de Spania la nord de Florida.
Primele posesiuni europene în America de Nord au inclus Florida Spaniolă, Santa Fe de Nuevo México, coloniile britanice Virginia, Bermuda și coloniile din New England, (Connecticut, Rhode Island, Massachusetts Bay, Plymouth și New Hampshire), coloniile franceze din Acadia și Canada, colonia suedeză Noua Suedie și colonia olandeză Noua Olandă. În secolul al XVIII-lea Danemarca-Norvegia a revigorat vechile colonii din Groenlanda și a făcut câteva revendicări în Caraibe, iar Imperiul Rus a început colonizarea Alaskăi. 
Cum tot mai multe națiuni au avut un interes crescut în colonizarea Americii, competiția pentru teritorii a devenit din ce în ce mai dură. Coloniștii trebuiau să facă față amenințării unor atacuri din coloniile vecine, din partea triburilor indigenilor și a piraților.

## Primii coloniști sponsorizați de stat

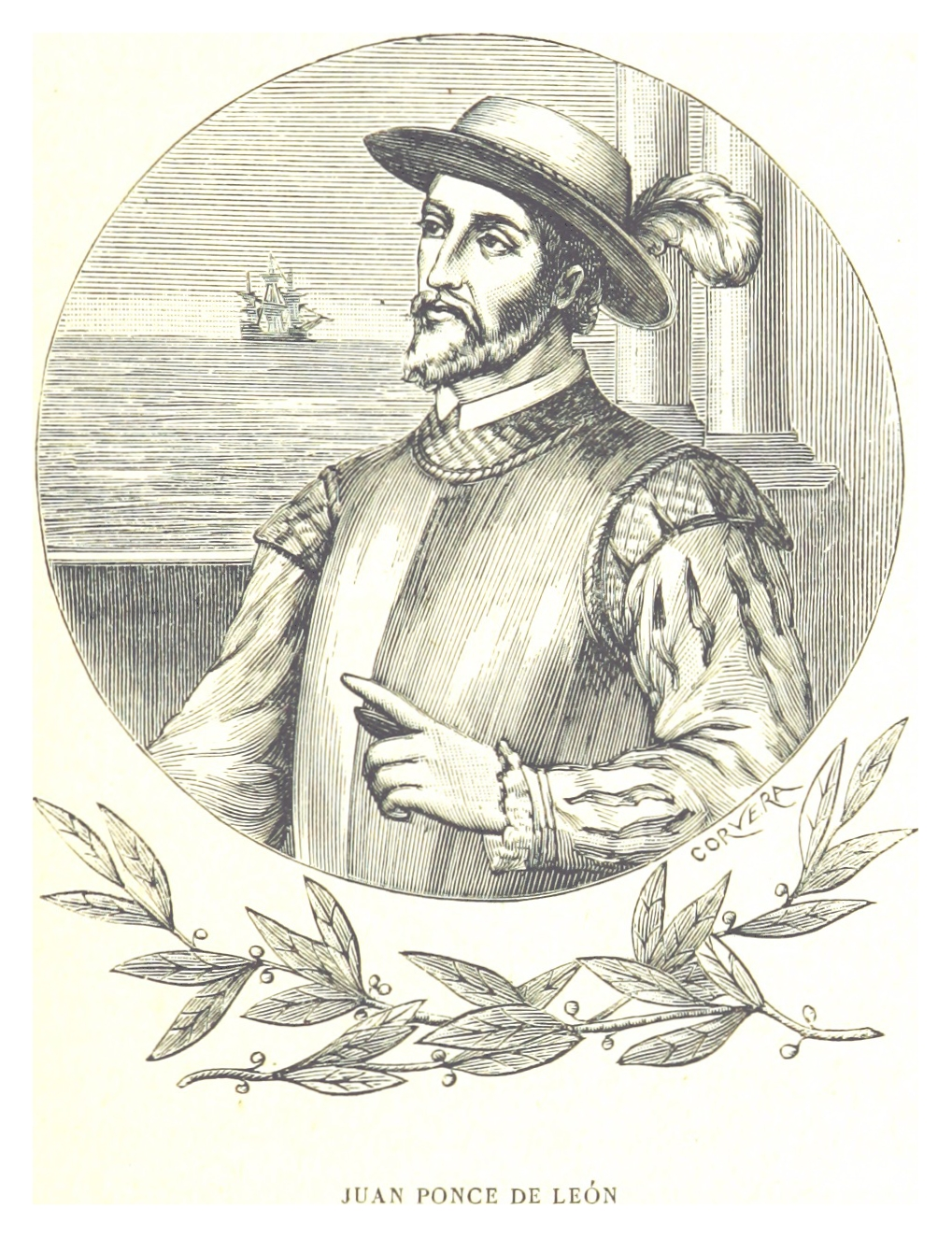
Juan Ponce de León, explorator al Floridei

Prima fază a activităților europene finanțate de stat în America a început prima expediție transatlantică a lui Cristofor Columb (1492–1504) sponsorizată de Spania. Această primă expediție a avut ca obiectiv inițial găsirea unei noi rute comerciale spre India și China, cunoscute ca Indiile. Au urmat expedițiile unor exploratori precum John Cabot, care a fost sponsorizat de Anglia și a ajuns în Terranova sau Pedro Álvares Cabral care a ajuns în Brazilia, pe care a revendicat-o pentru Portugalia. 
Amerigo Vespucci, care a lucrat pentru Portugalia și a făcut mai multe călătorii în perioada 1497–1513, a stabillit că exploratorul Cristofor Columb a descoperit un nou continent, nu Indiile. Alți exploratori au fost Giovanni da Verrazzano, sposorizat de Franța în 1524, care a cartografiat litoralul atlantic al Americii de Nord din Florida până în Noul Brunswick, Gaspar și Miguel Corte-Real și João Álvares Fagundes, care a explorat Newfoundland și Labrador, Groenlanda și Nova Scotia (în 1498–1502 și în 1520); Jacques Cartier (1491–1557), Henry Hudson (1560–1611 și Samuel de Champlain (1567–1635), care au explorat regiunea Canadei și au reînființat Noua Franță.
În 1513, Vasco Núñez de Balboa a traversat Istmul Panama și a condus prima expediție europeană care a văzut Oceanul Pacific de pe malul de vest al Lumii Noi. Într-o acțiune cu importanță istorică de durată, Balboa a revendicat Oceanul Pacific și toate teritoriile scăldate de apele oceanului pentru Coroana Spaniei. În 1517, o expediție spaniolă plecată din Cuba a vizitat America Centrală după ce a debarcat pe coasta Yucatánului în căutarea de sclavi. 
Aceste explorări au fost urmate, în mod special în cazul Spaniei, de faza cuceririlor. Spaniolii, care terminaseră de puțină vreme Reconquista (recucerirea) Peninsulei Iberice de sub dominația musulmană, au fost primii care au colonizat America, aplicând în Lumea Nouă aceleași modele de guvernare din posesiunile lor europene. La zece ani după debarcarea lui Columb, administrarea insulei Hispaniola a fost dată lui Nicolás de Ovando, membru al Ordinului Alcántara, înființat în timpul Reconquistei. Urmând modelul din Peninsula Iberică, băștinașii taino au fost trecuți în proprietatea unor noi moșieri, în vreme ce ordinele religioase au fost însărcinate cu administrația locală. A fost introdus treptat în coloniile spaniole sistemul encomienda, care oferea coloniștilor europeni dreptul să se folosească de munca indigenilor care nu se convertiseră la catolicism.
O concepție greșită destul de răspândită este aceea conform căreia un număr mic de conchistadori a cucerit teritorii vaste cu sprijinul direct al cavalerilor îmbrăcați în armură și cel indirect al bolilor la care indigenii nu aveau imunitate. Ultimele cercetări sugerează că spaniolii s-au bazat pe alianța cu triburi locale, care au adus alături de caballeros sute de mii de războinici băștinași. Hernán Cortés a reușit să cucerească Imperiul Aztec în 1519–1521cu ajutorul războinicilor tlaxcalani, în vreme ce Imperiul Inca a fost cucerit de Francisco Pizarro în 1532–1535 cu ajutorul a aproximativ 40.000 de dezertori incași. 
Pe parcursul primului secol și jumătate după călătoriile lui Columb, populația autohtonă din America a scăzut cu aproximativ 80% (de la aproximativ 50 milioane în 1492 la opt milioane în 1650), în principal din cauza bolilor infecțioase aduse din Lumea Veche.
În 1532, Carol Quintul a numit ca vicerege al Mexicului pe Antonio de Mendoza cu scopul opririi tendințelor independentiste ale lui Cortes, care s-a întors definitiv în Spania în 1540. În 1534, Carol Quintul a semnat Leyes y ordenanzas nuevamente hechas por su Majestad para la gobernación de las Indias y buen tratamiento y conservación de los Indios (Legile și ordonanțele noi făcute pentru Maiestatea Sa pentru guvernarea Indiilor și bunul tratament și conservarea indienilor), care au înlocuit Legile din Burgos, din 1512, prin care împăratul a interzis sclavia și repartimientos, dar a revendicat teritoriile din America în nume propriu și i-a transformat pe indigeni în supușii săi. 

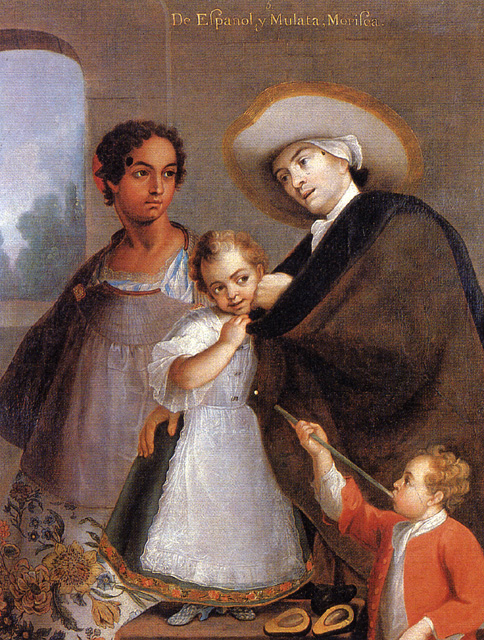
Tablou de Miguel Cabrera a unei familii mixte din punct de vedere rasial, 1763

Când papa Alexandru al VI-lea a emis bula Inter caetera în mai 1493, prin care erau acordate noile teritorii din America Regatului Spaniei, el a cerut în schimb creștinarea populației locale. Datorită acestui fapt, în timpul celei de-a două călătorii a lui Columb, mai mulți călugări benedictini și 12 preoți l-au însoțit în america. Cum sclavia era interzisă printre creștini, putând fi impusă doar prizonierilor de război necreștini sau bărbaților vânduți deja ca sclavi, dezbaterile cu privire la creștinarea amerindienilor a fost foarte vie în special în secolul al XVI-lea. În 1537, bula papală Sublimis Deus a recunocut pentru totdeauna că nativii americani au suflet, a pus capăt înrobirii lor, fără să pună capăt controverselor. Au existat susținători ai ideii conform căreia un băștinaș care a participat la o rebeliune și a fost mai apoi luat prizonier poate fi făcut sclav. 
Mai târziu, preotul dominican Bartolomé de Las Casas și filozof Juan Ginés de Sepúlveda au participat la Dezbaterea din Valladolid, primul argumentând că americanii nativi erau înzestrați cu suflet ca orice altă ființă umană, iar cel din urmă încercând să aducă argumente contrare, care să justifice transformarea lor în sclavi. 
Creștinarea localnicilor a fost un proces violent la începuturile lui. Când primii franciscani au ajuns în Mexic în 1524, ei au incendiast locurile de cult păgâne, îndepărtând populația locală. Un deceniu mai târziu, catolicii au început să adapteze practicile creștine la obiceiurile locale, au construit biserici pe locurile vechilor locuri de închinare, ceea ce a dus la un amestec al practicilor creștinismului Lumii Vechi cu cele ale religiilor locale.
Biserica Romano-Catolică din Spania avea nevoie să se folosească de munca localnicilor în condiții de cooperare și a dus procesul de evanghelizarea în limbile locale: quechua, nahuatl sau guarani, ceea ce a dus la supraviețuirea acestor limbi, pentru care a introdus și sisteme de scriere. Una dintre primele școli pentru americanii nativi a fost înființată de preotul Pedro de Gante în 1523.
Pentru a-și răsplăti soldații, conquistadores au dăruit de multe ori militarilor din subordinea lor orașele indiene. Au fost aduși pe continentul american sclavi africani ca să suplinească forța de muncă locală, inclusiv în Indiile de Vest, unde populația indigenă a fost decimată de bolile aduse de europeni și se afla în pragul dispariției. 
De-a lungul timpului, portughezii au renunțat la planurile inițiale de înființare de așezări comerciale și au trecut la colonizarea completă a teritoriului de astăzi al Braziliei. Ei au importat milioane de sclavi care să lucreze pe plantațiile din regiune. Guvernele regale portughez și spaniol aveau ca obiectiv colectarea a cel puțin 20% din toate bogățiile descoperite (cincimea regală colectată de  Casa de Comerț a Indiilor) și să colecteze în plus orice alte taxe suplimentare. Spre sfârșitul secolului al XVI-lea, argintul din America asigura o cincime din bugetul Spaniei. Se estimează că, în secolul al XVI-lea, aproximativ 240.000 de europeni au intrat în porturile americane.

## Goana după bogății

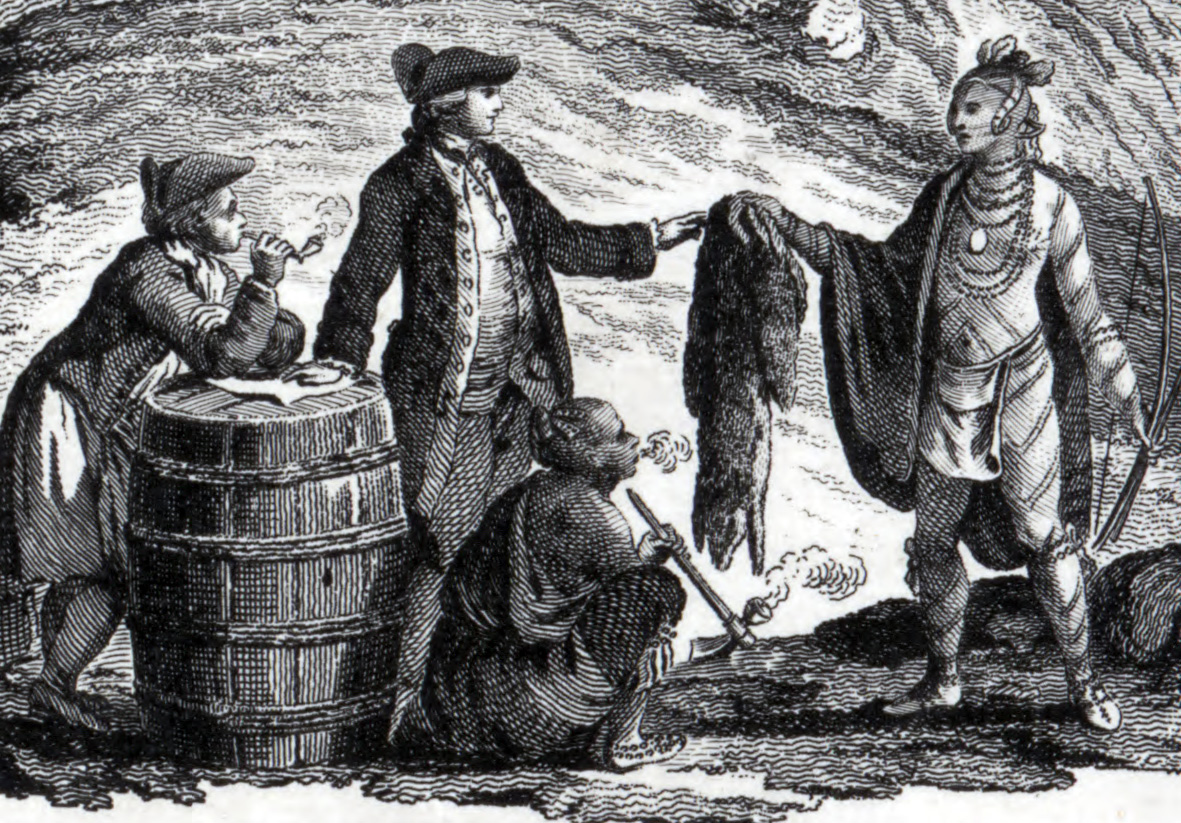
Negustori de blănuri în Canada făcând comerț cu indigenii, 1777

Englezii s-au simțit atrași de bogățiile pe care spaniolii le-au găsit în coloniile pe care le-au înființat după cucerirea statelor aztecilor, incașilor și a altor populații indigene americane în secolul al XVI-lea și au fondat primele așezări permanente în America în speranța că vor descoperi bogății asemănătoare. Prima așezare engleză permanentă a fost Jamestown, Virginia (1607). Coloniile britanice au fost finanțate de societăți pe acțiuni precum Virginia Company, ai cărei investitori erau cetățeni bogați care au apreciat în mod eronat potențialul economic al noilor regiuni. Principalul obiectiv al acestor colonii era descoperirea și exploatarea aurului.
John Smith a reușit să îi convingă pe coloniștii din Jamestown că încercările de descoperire a aurului nu le poate asigura acoperirea nevoilor imediate pentru hrană și adăpost. Lipsa alimentelor,  care a dus la o rată a mortalității extrem de ridicată, a provocat cauzat disperare în rândul coloniștilor. Au fost organizate mai multe misiuni de aprovizionare pentru a coloniei. Tutunul a devenit în timp o cultură destinată exportului, primul cultivator de succes fiind John Rolfe. Tutunul a devenit motorul economic al Virginiei și a coloniei învecinate Maryland.
Începând cu prima așezare a coloniștilor în Virginia din 1587 până în ultimele decenii ale secolului al XVII-lea, principala forță de muncă și majoritatea imigranților au fost așa-numiții servitori cu contract, care încercau să găsească o viață nouă în colonii. De-a lungul secolului al XVII-lea, acești servitori au reprezentat trei sferturi dintre toți emigranții europeni din regiunea Chesapeake. Mulți dintre acești servitori erau adolescenți fără niciun viitor economic în țara de origine. Părinții le semnaseră actele care le asigura transportul gratuit în America și îi obliga să presteze o muncă neplătită până la majorat. În schimbul muncii lor, ei primeau masa, îmbrăcăminte, locuință și erau pregătiți ca lucrători agricoli sau ca servitori domestici. Proprietarii de ferme americani aveau nevoie de muncitori și erau dispuși să plătească pentru transportul muncitorilor în America, dacă aceștia din urmă avea să lucreze pentru fermieri câțiva ani. Tinerii acceptau să semneze contracte pentru perioade de cinci până la șapte ani, după care erau liberi să înceapă o viață nouă în America. Numeroși emigranți veniți din Anglia au murit însă în primii câțiva ani în colonii.
Avantajele economice au determinat inițierea Proiectului Darien, o acțiune riscantă care a eșuat , pentru colonizarea Istmului Panama la sfârșitul secolului al XVII-lea. Proiectul Scheme urma să asigure controlul asupra comerțului prin acea parte a lumii și să transforme Scoția într-o putere comercială mondială. Până la urmă, proiectul a fost un eșec datorită proastei planificări, lipsurilor în aprovizionare, conducerii incompetente, lipsei de cerere pentru bunurile destinate comerțului și bolilor devastatoare. Eșecul Proiectului Darien a fost unul dintre factorii care au făcut ca Regatul Scoției să accepte Uniunea cu  Regatul Angliei, care a dus la apariția Regatului Marii Britanii și care a asigurat Scoției accesul comercial la coloniile engleze (acum britanice).

În Caraibe, în regiunile controlate de francezi, accentul a fost pus pe exploatarea plantațiilor de trestie de zahăr. În Canada era important comerțul cu blănuri . într-o primă fază, aproximativ 16.000 de bărbați și femei francezi au devenit coloniști. Marea lor majoritate au înființat ferme de subzistență de-a lungul cursului fluviului Saint-Laurent,. Coloniștii au beneficiat de lipsa bolilor, suficient pământ de cultivat și hrană din belșug, iar numărul lor a crescut exponențial până la 65.000 în 1760. Colonia lor a fost preluată de Marea Britanie în 1760, dar schimbările sociale, religioase, juridice, culturale și economice au fost puține într-o societate care a rămas puternic legată de tradițiile ei.

## Imigrația religioasă

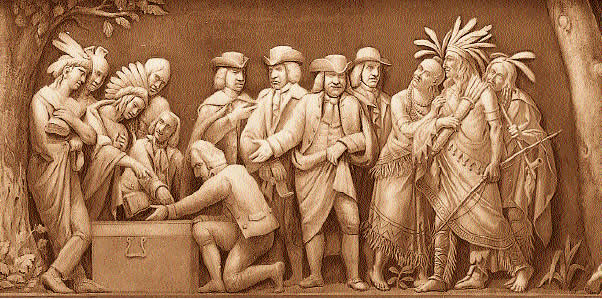
Semnarea tratatului dintre Penn și indieni

Catolicii au reprezentat primul grup religios important care a emigrat în Lumea Nouă, aceștia fiind coloniștii din posesiunile spaniole și portugheze. Mai târziu, primelor grupuri li sau alăturat catolicii din Franța. Pe de altă parte, în coloniile engleze și olandeze exista o diversitate religioasă mai mare. Printre coloniștii s-au numărat astfel anglicani, calvini olandezi, putitani englezi și alți nonconformiști, catolici englezi, presbiterieni scoțieni, hughenoți francezi, luterani germani și suedezi, dar și evrei, quakeri, menoniți, amish și moravi.
Numeroase grupuri de coloniști au plecat spre America în speranța că vor avea dreptul să își practice religia fără să fie persecutați. Reforma Protestantă din secolul al XVI-lea a distrus unitatea creștinismului occidental și a condus la formarea a numeroase secte religioase noi, care au trebuit să facă deseori față persecuțiilor autorităților guvernamentale. În Anglia, numeroși oameni au pus la îndoială organizarea Bisericii Anglicane spre sfârșitul secolului al XVI-lea. Una dintre primele manifestări ale acestei atitudini a fost mișcarea puritanilor, care au încercat să „purifice” biserica de resturile riturilor catolice. 
Valurile de acțiuni represive au dus la migrarea între 1629–1642 a aproximativ 20.000 de puritani spre Noua Anglie, unde au fondat mai multe colonii. Spre sfârșitul secolului, noua colonie Pennsylvania a fost dată lui William Penn pentru stingerea datoriei pe care regele Carol al II-lea o avea la tatăl lui Penn. Această colonie a fost gândită de Penn în 1682 ca refugiu principal al quakerilor britanic persecutați, dar și alți credincioși erau acceptați. Baptiștii, protestanții și anabaptiștii germani și suedezi s-au  așezat în Pennsylvania. Toți au fost atrași de promisiunea de achiziționare a unor terenuri ieftine și de asigurarea libertății religioase.

## Imigrația forțată și sclavia

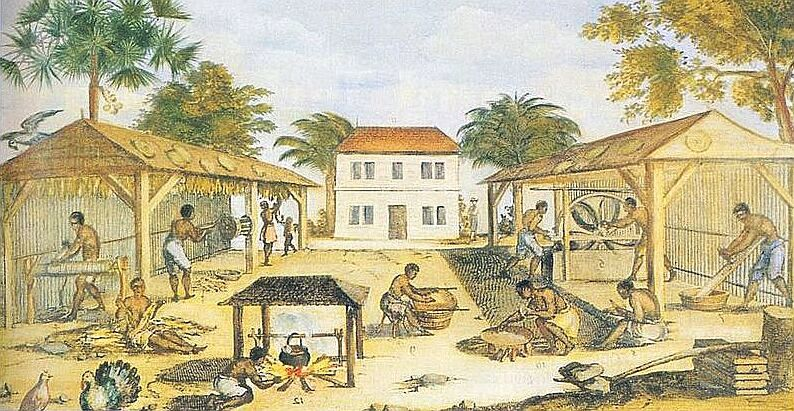
Sclavi africani din Virginia lucrând la prelucrarea tutunului, 1670.

Sclavia a fost o practică normală în America precolumbiană, diferitele grupuri de amerindieni având obiceiul să captureze și să folosească pe post de sclavi membrii altor triburi. Numeroși astfel de prizonieri au devenit victime ale sacrificiilor umane în unele civilizații amerindiene precum cea aztecă. Ca urmarea a înrobirii nativilor din Caraibe în primii ani de colonizare, regele Spaniei a emis o serie de legi prin care interzicea sclavia încă din 1512. Un set nou de legi mai aspre a fost emis în 1542, numite Legile și ordonanțele noi făcute pentru Maiestatea Sa pentru guvernarea Indiilor și bunul tratament și conservarea indienilor , sau mai simplu Legile Noi. Aceste legi au fost create pentru împiedicarea exploatării popoarelor indigene de către encomenderos și limitarea strictă a puterii lor. Aceste legi au dus la reducera considerabilă, dar nu totală, a sclaviei amerindienilor. Mai târziu, odată cu fondarea coloniilor de către alte puteri coloniale europene, înrobirea populației locale a cunoscut un nou avânt, aceste state fiind lipsite de legislație antisclavie. Populația indigenă a scăzut dramatic datorită în principal bolilor aduse în regiune de europeni, la care localnicii nu aveau imunitate, dar și datorită muncii forțate sau uciderii în masă. În lipsa localnicilor, forța de muncă a fost completată cu africani importați printr-un comerț cu sclavi foarte dezvoltate. 
Pânâ în secolul al XVIII-lea, numărul sclavilor negri era așa de mare, încât sclavia în rândul amerindienilor a fost puțin întâlnită. Africanii, care au fost aduși la bordul navelor cu sclavi în America, au fost în primul rând capturați și vânduți de membrii triburilor războinice de pe litoralul Africii. Europenii au cumpărat sclavii de la membrii triburilor africane în schimbul romului, armelor de foc, prafului de pușcă și a diferite altor mărfuri. 

### Sclavia

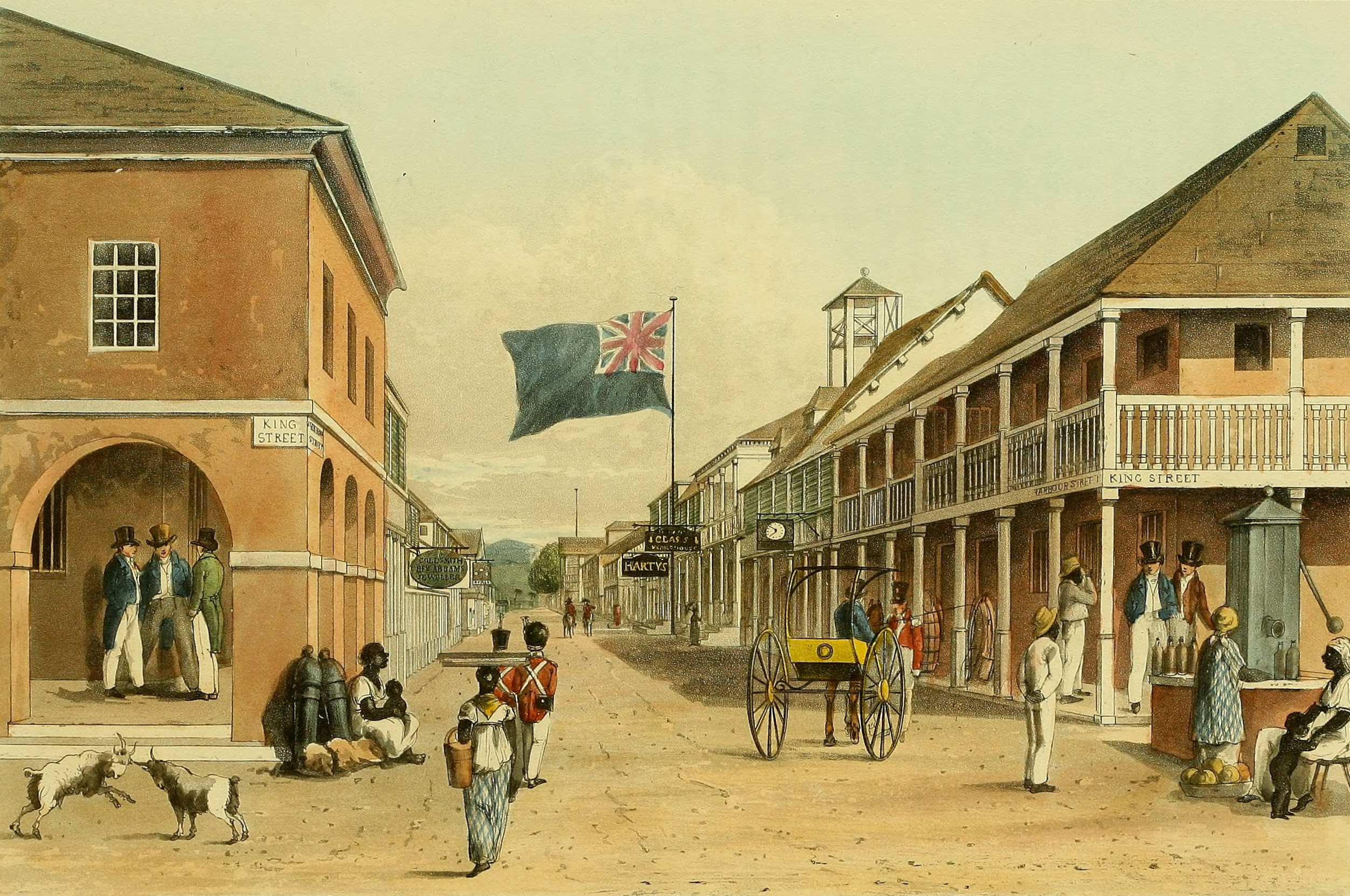
Harbour Street, Kingston, Jamaica, circa 1820

Numărul total de sclavi transportați în Caraibe, Brazilia, Mexic și Statele Unite este estimat la aproximativ 12 milioane de africani. Marea majoritate a acestor sclavi a ajuns pe plantațiile de trestie de zahăr din Caraibe și Brazilia, unde speranța de viață era mică iar forța de muncă trebuie refăcută continuu. Până la 600.000 de sclavi africani au fost importați în Statele Unite, adică 5% din totalul celor 12 milioane. Speranța de viață era mult mai mare în SUA (datorită hranei mai bune, împuținării bolilor, muncii mai ușoare și a îngrijirii medicale) astfel încât numărul celor de origine africană a crescut rapid datorită diferenței dintre ratele nașterilor și deceselor, numărul lor crescând la 4 milioane, conform recensământului din 1860. Sclavii au fost o marfă valoroasă atât pentru muncă, cât și pentru vânzarea pe piețele de sclavi, astfel încât s-a dezvoltat politica de încurajare sau forțare a sclavilor să se reproducă, mai ales după încheierea comerțului transatlantic cu sclavi. În perioada 1770–1860, rata creșterii populației de sclavi nord-americani a fost mai ridicată decât rata creșterii populației a oricărei națiuni europene și a fost aproape de două ori mai mare decât cea a Angliei.

Evoluția numărului de sclavii importați în cele treisprezece colonii/Statele Unite ale Americii :
- 1619–1700 – 21.000
- 1701–1760 – 189.000
- 1761–1770 – 63.000
- 1771–1790 – 56.000
- 1791–1800 – 79.000
- 1801–1810 – 124.000[34]
- 1810–1865 – 51.000
- Total – 597.000

## Bolile și decesele din cauza epidemiilor în rândul populației indigene

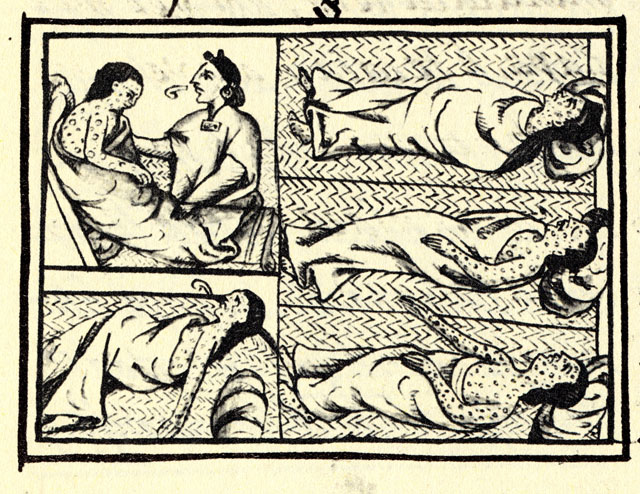
Ilustrație din Cartea XII a Codicelui Florentin
Nahua bolnavi de variolă

Stilul de viață european a inclus o lungă istorie a împărțirii unor spații mici de locuit cu animalele domestice precum vacile, porcii, caprele, caii, câinii și diferite păsări domestice, care au fost gazdele originale ale diferitelor boli transmise oamenilor. Astfel, spre deosebire de populația americană indigenă, europenii dezvoltaseră o zestre mai bogată de anticorpi. Contactul neîngrădit cu europenii după 1492 a introdus bolile eurasiatice printre indigenii din America.
Epidemiile de variolă (1518, 1521, 1525, 1558, 1589), tifos (1546), gripă (1558), difterie (1614) și rujeolă (1618) au bântuit Americile după contactul cu europenii, ucigând între 10  și 100 milioane de oameni, până la 95% din populația indigenă a populației native. Instabilitatea culturală și politică la care au contribuit pare să fi fost de un ajutor substanțial în eforturile diverșilor coloniști din Noua Anglie și Massachusetts pentru dobândirea controlul asupra pământurilor fertile și resurselor naturale bogate pe care societățile indigene le folosiseră până atunci.
Astfel de boli au dus la o mortalitate umană cu o gravitate și o scară absolut enorme - iar aceasta a împiedicat complet eforturile de a-i determina întreaga extindere cu precizie științifică. Estimările pentru numărul locuitorilor Americii precolumbiene  variază enorm.
Există cercetători care consideră ca variațiile mărimii populației de-a lungul istorie precolumbiene sunt un motiv suficient pentru abordarea estimărilor cu mare precauție. Asemenea estimări pot reflecta niveluri maxime istorice ale populației, în condițiile în care populația indigenă să se fi aflat la un nivel sub aceste valori maxime, sau într-un moment de declin în perioada imediat înainte de contactul cu europenii. Populațiile indigene au atins minimum istoric în cele mai multe regiuni ale Americii la începutul secolului al XX-lea. În câteva cazuri, în anumite regiuni, populația nativă a înregistrat creșteri spre sfârșitul secolului trecut.
Conform aprecierilor cercetătorilor de la University College London, colonizarea Americilor de către europeni a dus la moartea a atât de multor indigeni încât a produs o modificare a climei și o răcire globală. Unii savanți contemporani consideră că pierderile de vieți omenești din rândurile populaței autohtone din Caraibe se datorează de asemenea muncii forțate și sclaviei din minele de argint și aur.

## Impactul asupra dezvoltării pe termen lung a modului colonial de proprietate asupra pământului
Diferențele geografice dintre colonii au jucat un factor hotărâtor în determinarea tipurilor de sisteme politice și economice care s-au dezvoltat ulterior. În cercetarea lor cu privire la instituții și creșterea pe termen lung, economiștii Daron Acemoglu, Simon Johnson și James A. Robinson afirmă că anumite caracteristici naturale au dat naștere unor politici coloniale distincte, care promovează fie producătorii mici, fie producția bazată pe munca sclavilor. Regiunile cu o populație numeroasă, erau mai ușor exploatabile și mai profitabile dacă se folosea munca sclavilor. În aceste regiuni, cei mai mari proprietari de terenuri au fost stimulați din punct de vedere economic să folosească  munca forțată, așa cum a fost sistemul peruvian mit'a sau cel argentinian al latifundias argentiniene, fără a ține cont de normele democratice. Liderii coloniali francezi și britanici, în schimb, au fost încurajați să dezvolte piețele capitaliste, drepturile de proprietate și instituțiile democratice ca răspuns la mediul natural, care a sprijinit producția micilor proprietari în defavoarea muncii forțate
James Mahony, profesor la Universitatea Northwestern, consideră că alegerile politice coloniale făcute în momentele critice cu privire la proprietatea asupra pământului în regiunea bogată în cafea a Americii Centrală, a favorizat dezvoltarea unor instituții specifice rezistente în timp. Economiile bazate pe cafea din Guatemala și El Salvador, de exemplu, erau centrate în jurul marilor plantații care foloseau sistemul muncii forțate. În secolul al XIX-lea, structurile lor politice erau în cea mai mare parte militarizate și autoritariste. În Columbia și Costa Rica, în schimb, reformele liberale au fost adoptate în perioade critice pentru extinderea agriculturii intensive, iar acestea au crescut în cele din urmă puterea politică  a clasei de mijloc. Ambele națiuni au dezvoltat în cele din urmă instituții mai democratice decât restul statelor din America Latină concentrate pe sistemul marilor proprietăți funciare. 

## Lista coloniilor europene din Americi

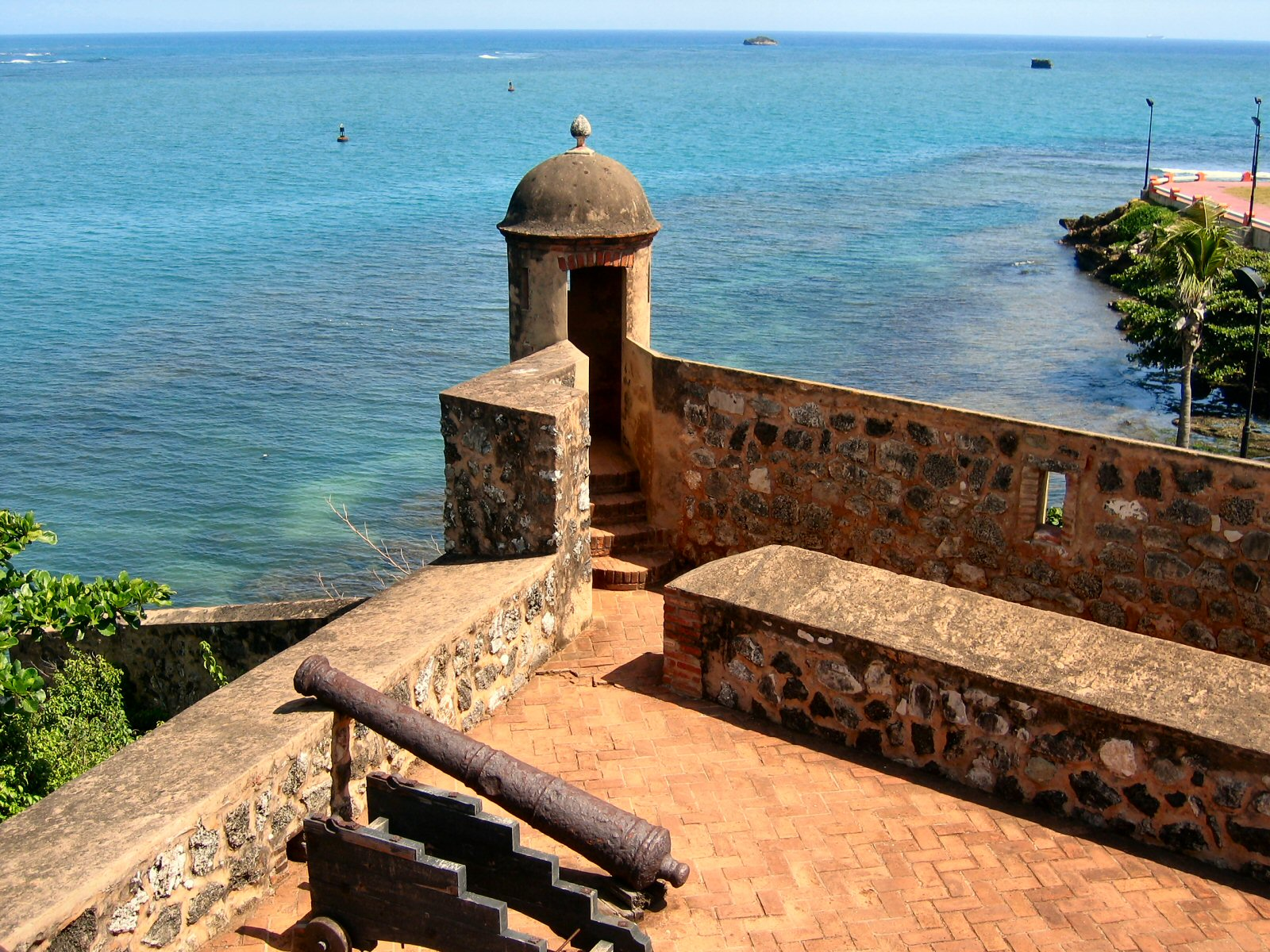
Orașul Puerto Plata din Republica Dominicană fondat în 1502 este cea mai veche așezarea europeană locuită fără întrerupere în Lumea Nouă.

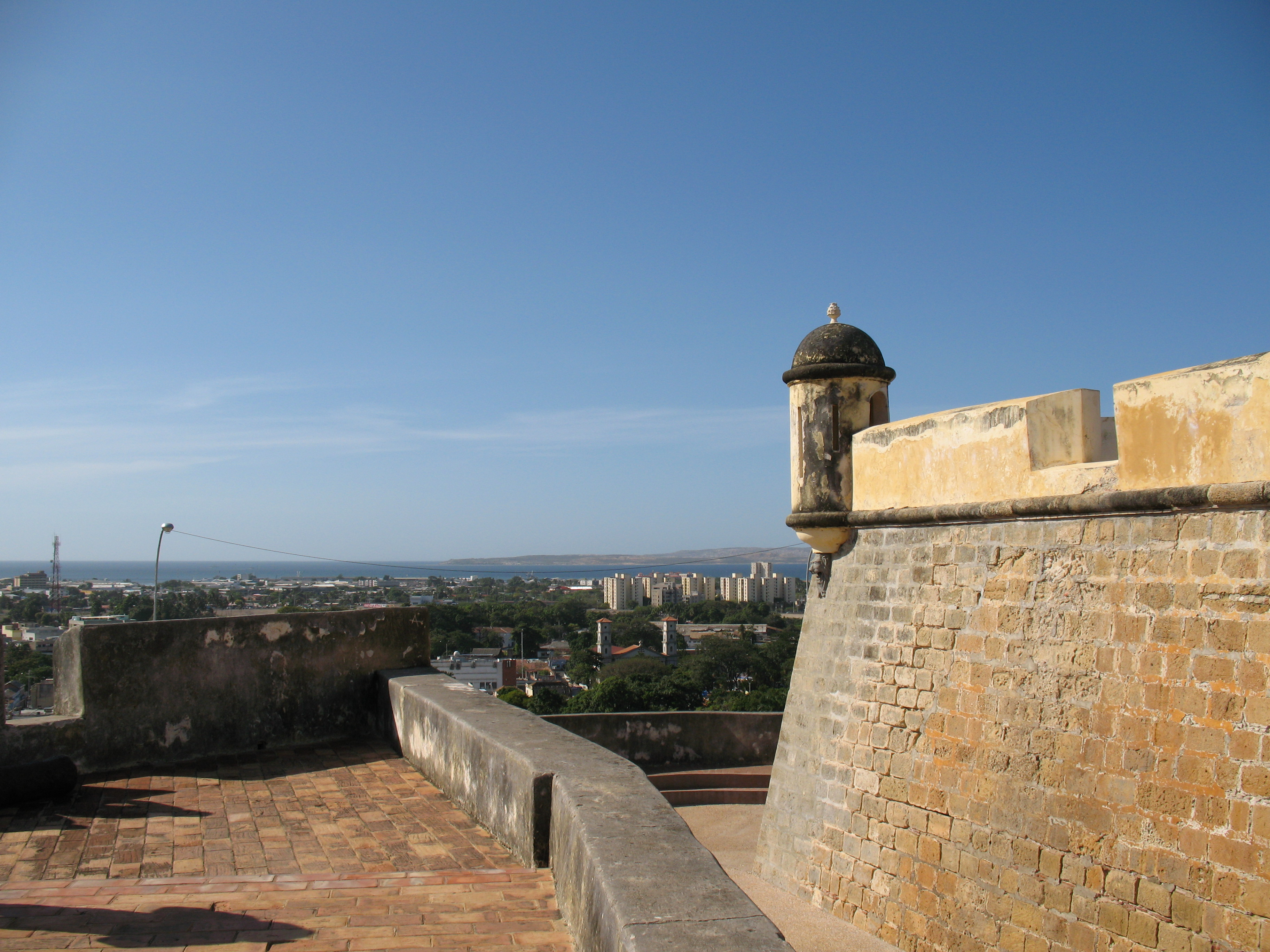
Orașul Cumaná din Venezuela fondat în 1510 este cea mai veche așezarea europeană locuită fără întrerupere în America continentală.

Au fost cel puțin douăsprezece puteri europene implicate în colonizara Americii. În lista de mai jos sunt indicarte aceste țări și teritoriiledin emisfera vestică pe care le-au controlat.

### Anglia(înainte de 1707) șiMarea Britanie
- America Britanică (1607–1783)
  - Cele treisprezece colonii (1607–1783)
  - Țara lui Rupert (1670–1870)
  - Columbia Britanică (1793–1871)
  - America de Nord Britanică (1783–1907)
- Indiile de Vest Britanice
- Belize

### Curlanda(parte aStatului polono-lituanian)
- Noua Curlanda (Tobago) (1654–1689); Curlnda este astăzi parte a  Letoniei.

### Danemarca
- Indiile de Vest Daneze (1754–1917)
- Groenlanda (1814–până în prezent)

### Olanda
- Noua Olandă (1609–1667)
- Essequibo (1616–1815)
- Insluele Virgine Olandeze (1625–1680)
- Berbice (1627–1815)
- Noul Walcheren (1628–1677)
- Brazilia Olandeză (1630–1654)
- Pomeroon (1650–1689)
- Cayenne (1658–1664)
- Demerara (1745–1815)Baronul Aarnoud van Heemstra, guvernatorul coloniei Surinam, 1923

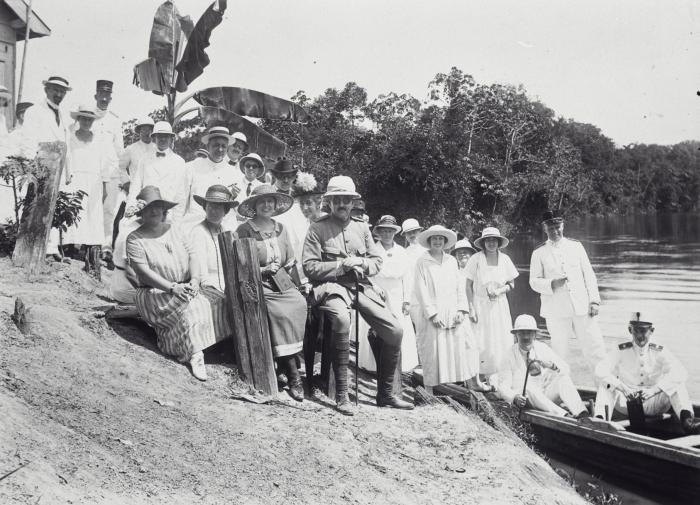
Baronul Aarnoud van Heemstra, guvernatorul coloniei Surinam, 1923

- Surinam (1667–1954) (A rămas în cadrul Regatului Țărilor de Jos până în 1975 ca stat constituent.)
- Curaçao și teritoriile dependente (1634–1954) (Aruba și  Curaçao sunt în continuare parte a  Regatului Țărilor de Jos)
- Sint Eustatius și teritoriile dependente (1636–1954) (Sint Maarten, Saba și Sint Eustatius sunt în continuare parte a  Regatului Țărilor de Jos)

### Franța
- Noua Franță (1604–1763)
  - Acadia (1604–1713)
  - Canada (1608–1763)
  - Louisiana (1699–1763, 1800–1803)
  - Terranova (1662–1713)
  - Île Royale (1713–1763)
- Guyana Franceză (1763–până în zilele noastre)
- Indiile de Vest FrancezeFort Lachine în Noua Franță, 1689

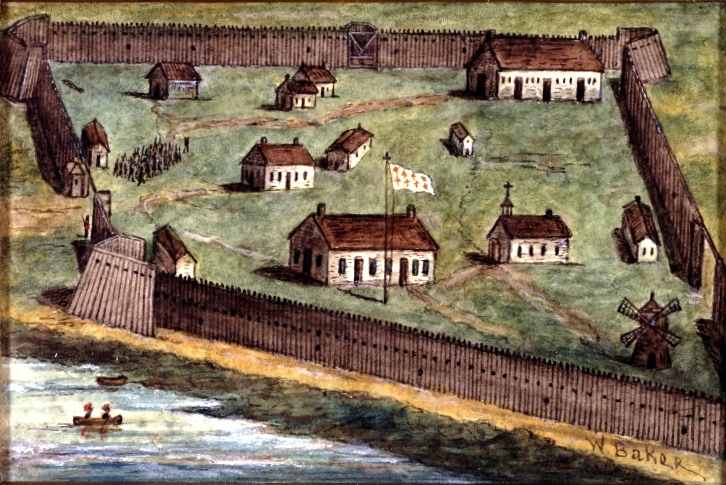
Fort Lachine în Noua Franță, 1689

- Saint-Domingue (1659–1804, azi Haiti)
- Tobago
- Insulele Virgine
- France antarctique (1555–1567)
- France équinoxiale (1612–1615)
- Florida Franceză (1562–1565)

### Cavalerii de Malta
- Saint-Barthélemy (1651–1665)
- Saint-Christophe (1651–1665)
- Sainte-Croix (1651–1665)
- Saint Martin (1651–1665)

### Vikingiișinorvegienii
- Groenlnda (986–1408[51])
- Indiile de Vest Danezo-Norvegiene (1754–1814)
- Insulele Sverdrup (1898–1930)
- Pământul lui Erik cel Roșu (1931–1933)

### Portugalia
- Brazilia Colonială (1500–1815), a devenit regat –  Regatul Unit al Portugaliei, Braziliei și Algarvelor.
- Terra do Labrador (1499/1500–?) regiune revendicată, colonizată  sporadic.
- Terra do Corte-Real, cunoscută și ca Terra Nova dos Bacalhaus (Pământul Codului) – Terra Nova (Newfoundland) (1501–?), regiune revendicată, colonizată  sporadic.
  - Portugal Cove–St. Philip's (1501–1696)
- Noua Scoție (1519?–1520?), regiune revendicată, colonizată  sporadic.
- Barbados (c.1536–1620)
- Colónia do Sacramento (1680–1705/1714–1762/1763–1777 (1811–1817))
- Cisplatina (1811–1822, azi Uruguay)
- Guyana Franceză (1809–1817)

### Rusia
- America Rusă (Alaska) (1799–1867)

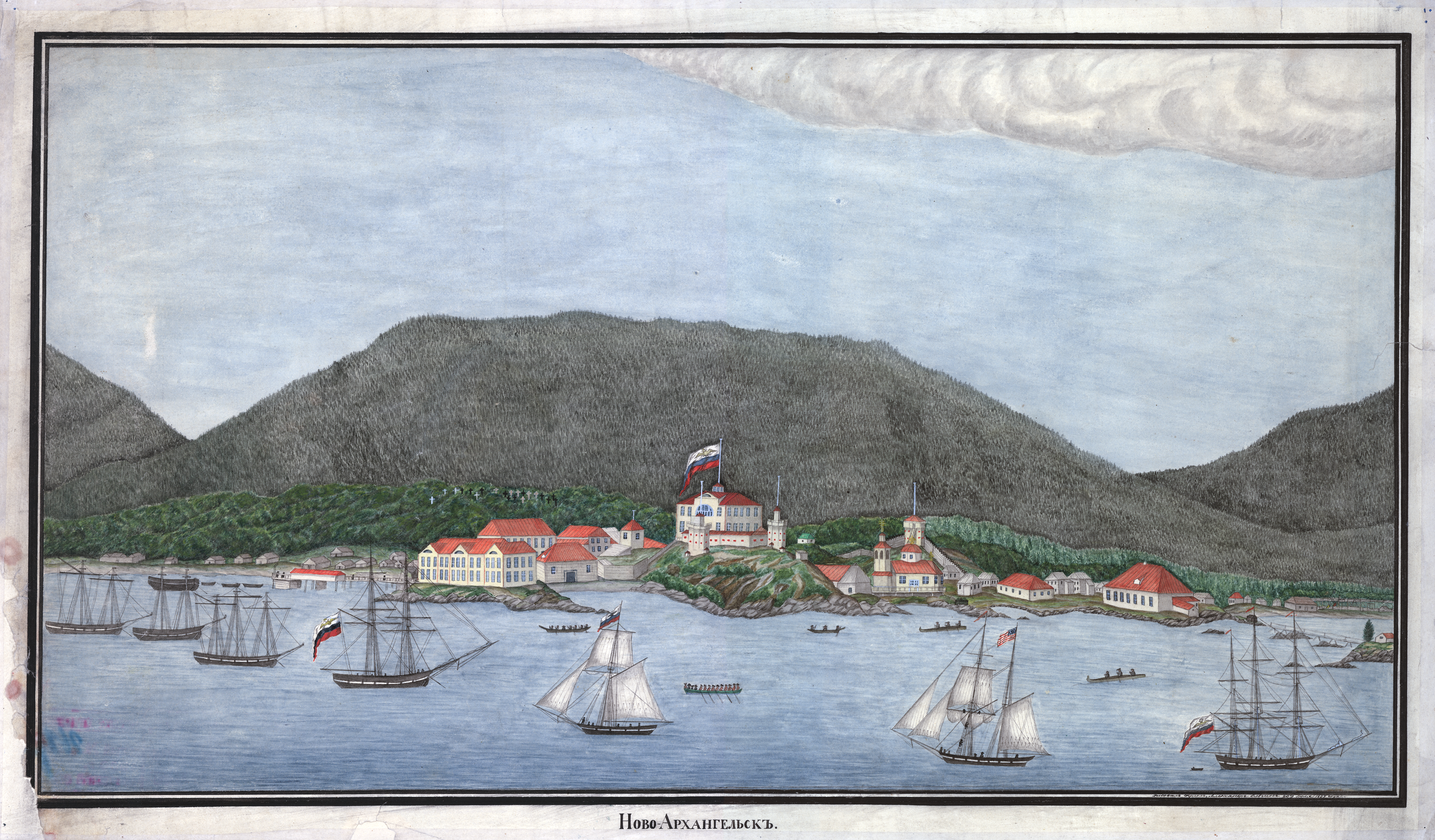
Cartierul general al Companiei Ruso-Americane de la Novo-Arhanghelsk (Sitka, Alaska) în 1837

- Fort Ross (Comitatul Sonoma, California)

### Scoția
- Noua Scoție (1622–1632)
- Proiectul Darien în regiunea Istmului Panama (1698–1700)
- Stuarts Town, Carolina (1684–1686)

### Spania
- Cuba (until 1898)
- Viceregatul Noua Granadă (1717–1819)
  - Căpitănia Generală a Venezuelei
- Viceregatul Noua Spanie (1535–1821)
  - Nueva Extremadura
  - Nueva Galicia
  - Nuevo Reino de León
  - Nuevo Santander
  - Nueva Vizcaya
  - Las Californias
  - Santa Fe de Nuevo México
  - Căpitănia Generală a Guatemalei
- Louisiana (Noua Spanie)

- Florida Spaniolă (1565-1763)
- Texasul Spaniol (1716-1802)
- Viceregatul Peru (1542–1824)
- Căpitănia Generală a Chile
- Puerto Rico (1493–1898)

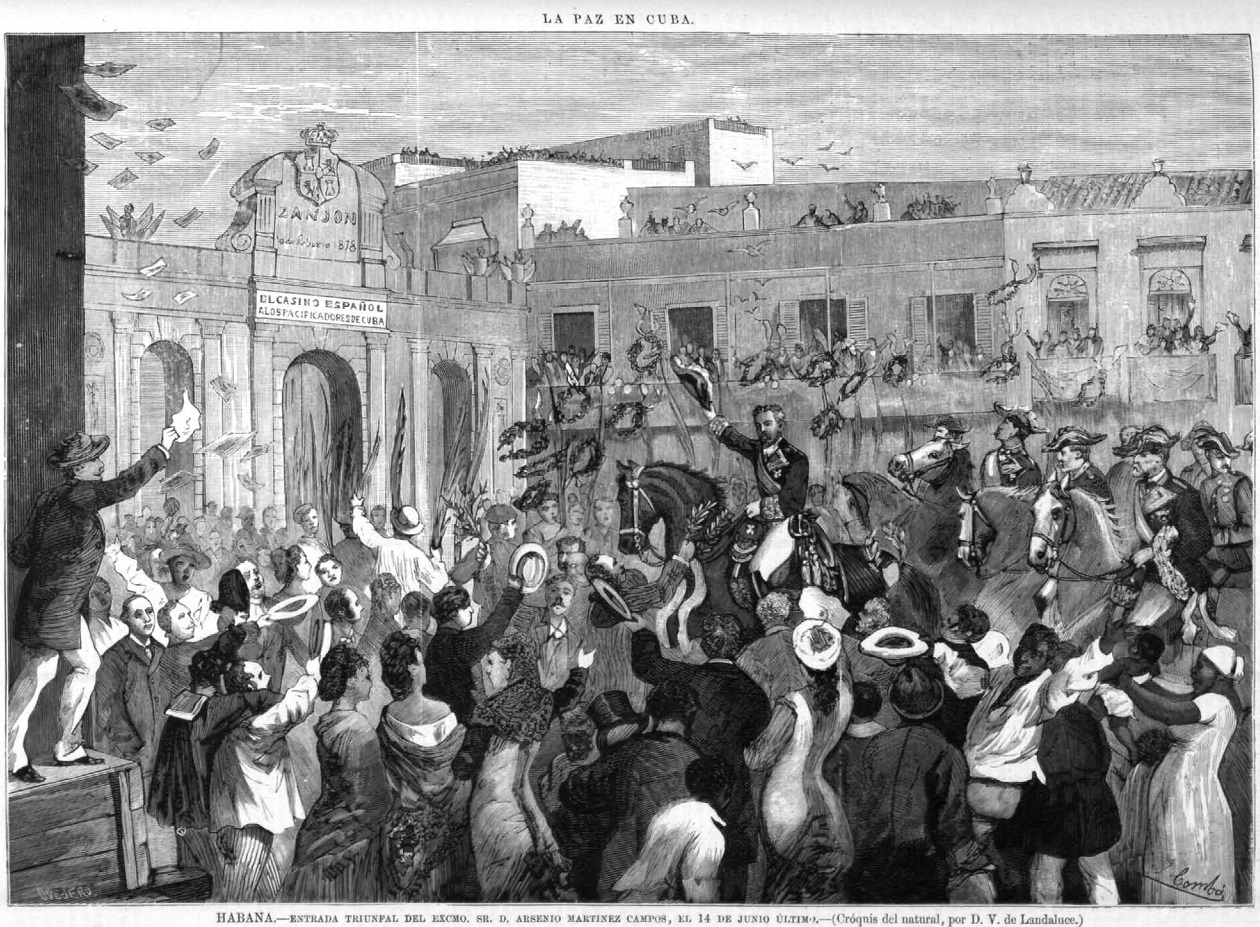
Generalul spaniol Arsenio Martínez Campos în Havana, Cuba spaniolă, 1878

- Viceregaul Río de la Plata (1776–1814)
- Hispaniola (1493–1865) – insula a fost sub controlul spaniol complet sau parțial.

### Suedia
- Noua Suedie (1638–1655)
- Saint-Barthélemy (1784–1878)
- Guadelupa (1813–1814)

## Tentative eșuate

### Germania
- Klein-Venedig (Sfântul Imperiu Roman)
- Hanauisch-Indien
- Saint Thomas (colonie a Margrafiatului Brandenburg)
- Deutsche Karibik (Imperiul German)

### Italia
- Expediția Thornton (azi Guyana Franceză)

## Expoziții și colecții
În 2007, Institutul Smithsonian, Muzeul Național de Istorie Americană și Virginia Historical Society (VHS) au organizat împreună o expoziție itinerantă pentru  prezentare alianțelor strategice și conflictele violente dintre imperiile europene (englez, spaniol și francez) și populațiile băștinașe din America de Nord. Expoziția a fost organizată în trei limbi și a prezentată din perspective multiple. Printre exponate au fost incluse artifacte rare amerindiene și europene care au supraviețuit timpului, hărți, documente și obiecte de ceremonie din muzee sau colecții regale de pe ambele maluri ale Atlanticului. Expoziția s-a deschis în Richmond, Virginia pe 17 martie 2007 și s-a închis la Smithsonian International Gallery pe 31 octombrie 2009.
Expoziția online asociată explorează originile internaționale ale societăților din Canada și Statele Unite și comemorează 400 de ani de la fondarea a trei așezării permanente din Jamestown (1607), Québec  și Santa Fe (1609). Site-ul este accesibil în trei limbi.

## Vedeți și:
- Istoria colonială a Statelor Unite ale Americii
- Colonialism
- Schimbul columbian
- Conchistador
- Hernán Cortés
- Amerindieni
- Imperialism
- Francisco Pizarro
- Imperiul colonial portughez
- Imperiul Spaniol
- Cele treisprezece colonii care aveau să se transforme în Statele Unite ale Americii în 1776
- Tratatul de la Tordesillas
- Francisco Vásquez de Coronado